# Segell d'Arkansas
El Gran Segell de l'Estat d'Arkansas va ser adoptat el 1864 i modificat a la seva forma actual el 1907. La corona circular del segell conté el text "Great Seal of the State of Arkansas" ("Gran Segell de l'Estat d'Arkansas"). L'anell interior del segell conté l'Àngel de la Misericòrdia, l'Espasa de la Justícia i la Deessa de la Llibertat envoltats per una àguila calba. L'àguila sosté en el seu bec un pergamí inscrit amb la frase en llatí "Regnat Populus", lema de l'estat, el que significa "El regne del poble". (El pergamí deia "Regnant Populi" abans de 1907). En l'escut que forma part de segell s'hi troba un vapor, una arada, un rusc i una garba de blat, els símbols de la riquesa industrial i agrícola d'Arkansas.

## Altres Segells oficials

Segell de la Cort Suprema d'Arkansas
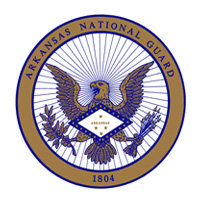
Segell de la Guàrdia Nacional d'Arkansas
Segell del Departament de Carreteres i Transport de l'Estat d'Arkansas